# Frank Farrel
Franklin Farrel III, detto Frank (New Haven, 23 marzo 1908 – New Haven, 2 luglio 2003), è stato un hockeista su ghiaccio statunitense.

## Palmarès

### Olimpiadi invernali
- Argento a Lake Placid 1932 nell'hockey su ghiaccio.